# Edward Rumsey (Architekt)

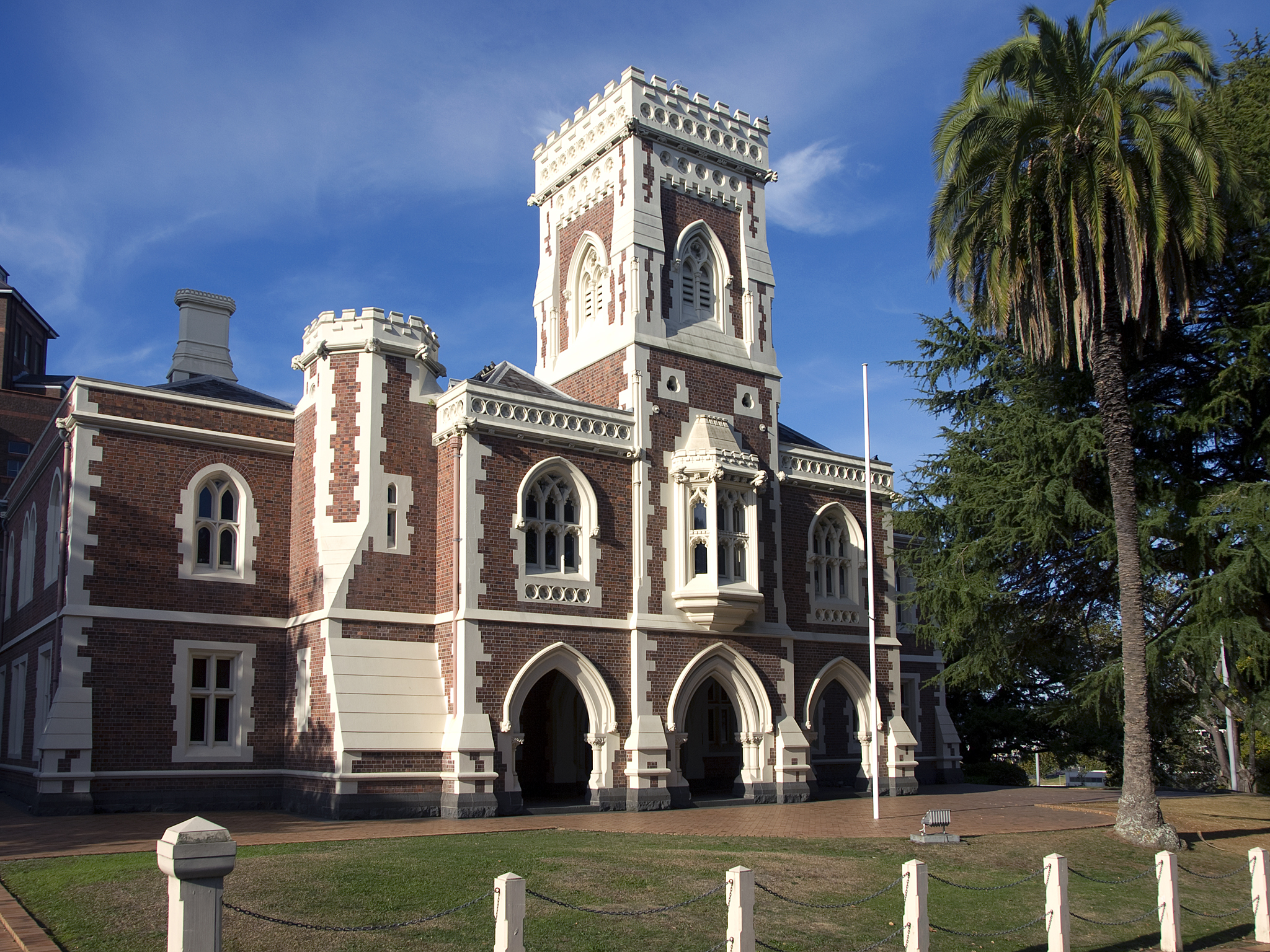
High Court in Auckland

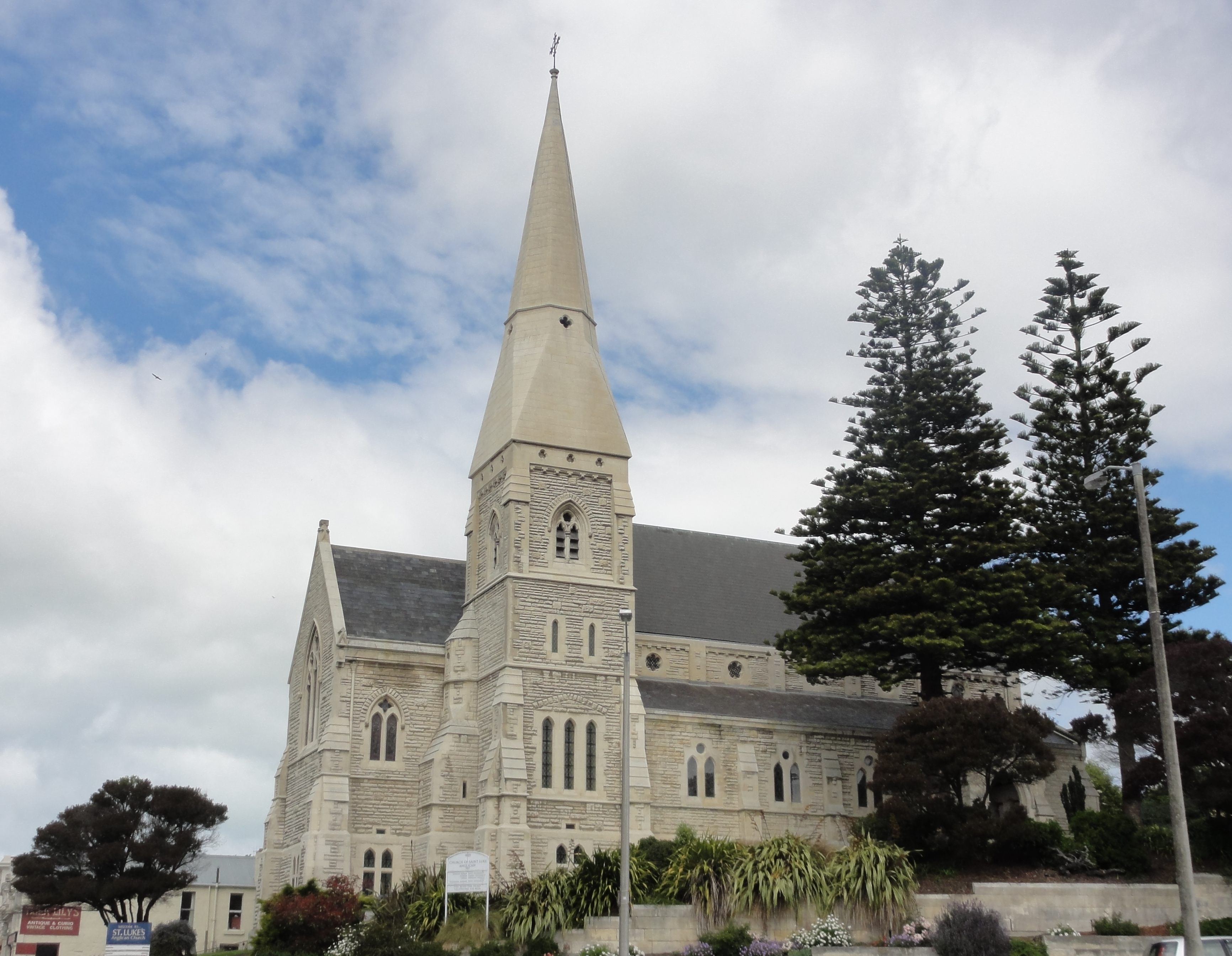
St. Luke, Oamaru

Edward Rumsey (* 1824; † 1909) war ein britischer Architekt, dessen Werk vorwiegend in Neuseeland bedeutsam ist. Er war ein Schüler des im Stil der Neugotik arbeitenden englischen Architekten George Gilbert Scott.
1847 gewann er mit dem Entwurf einer Kathedrale eine Goldmedaille. Rumsey wanderte von England nach Melbourne in Australien aus, später zog er während des Goldrausches in Otago ins neuseeländische Dunedin.
In Sydney arbeitete er unter dem damaligen Leitenden Architekten der Kolonie Australien, Edmund Blacket.
Rumsey kam möglicherweise im Juni 1862 an Bord der Aldinga nach Dunedin. Erste Annoncen in örtlichen Zeitungen finden sich erst ab August 1864. Er arbeitete in Dunedin und Auckland.
Er gewann den Ausschreibungswettbewerb für ein neues Government House in Auckland, das jedoch nie gebaut wurde. Das Gebäude des Obersten Gerichtes und das Hauptpostamt in Auckland wurden nach seinen Plänen errichtet.

## Werke
- Gerichtsgebäude Bathurst, Sydney(?)[1]
- Gerichtsgebäude Goulburn, Sydney(?)[1]
- Hauptpostamt Melbourne; Sieger im Ausschreibungswettbewerb für die Innenausstattung (1857)[3]
- St. Andrew’s Anglican Church, Epsom (1867) (Mitarbeit an dem von Reverent John Kinder entworfenen Bauwerk)
- St. Peter in the Forest, Bombay (1869)[4]
- St. Luke’s Church, Oamaru (1865)
- High Court, Auckland (1865–1868)
- Oriental Hotel, Dunedin (1863) (Entwurf wurde aus stilistischen Gründen Rumsey zugeschrieben, möglicherweise ist auch W. H. Clayton der Architekt.[2])